# Bilad At Ta'am (huyện)
Huyện Bilad At Ta'am là một huyện thuộc tỉnh Raymah, Yemen. Đến thời điểm năm 2003, huyện này có dân số 31143 người